# Booker (Stany Zjednoczone)
Booker – miasto w Stanach Zjednoczonych, w stanie Teksas, w hrabstwie Ochiltree.